# Joanna Mendak
Joanna Mendak (ur. 16 lutego 1989 w Suwałkach) – polska niepełnosprawna (niedowidząca) pływaczka, wielokrotna medalistka letnich igrzysk paralimpijskich, mistrzostw świata i Europy.

## Życiorys
Jest absolwentką Zespołu Szkół nr 2 w Suwałkach – Liceum Ogólnokształcącego nr II im. gen. Zygmunta Podhorskiego. Studia z zakresu fizjoterapii rozpoczynała na Akademii Wychowania Fizycznego w Warszawie, a następnie przeniosła się do ALMAMER Szkoły Wyższej w Warszawie.
Karierę sportową zaczynała w Międzyszkolnym Uczniowskim Klubie Sportowym „Olimpijczyk” w Suwałkach, a następnie w Starcie Białystok. Jej trenerem jest Edward Dec. Szkoliła się również pod kierunkiem Pawła Słomińskiego w AZS AWF Warszawa.

## Wyniki
| Rok  | Zawody                                | Miejscowość    | Konkurencja                    | Wynik         | Pozycja     |
| ---- | ------------------------------------- | -------------- | ------------------------------ | ------------- | ----------- |
| 2002 | Mistrzostwa świata                    | Mar del Plata  | 50 m stylem dowolnym (S12)     | 31,29         | 5. miejsce  |
| 2002 | Mistrzostwa świata                    | Mar del Plata  | 100 m stylem dowolnym (S12)    | 1:08,24       | 7. miejsce  |
| 2002 | Mistrzostwa świata                    | Mar del Plata  | 100 m stylem grzbietowym (S12) | 1:17,43       | 5. miejsce  |
| 2002 | Mistrzostwa świata                    | Mar del Plata  | 100 m stylem motylkowym (S12)  | 1:11,44       | 2. miejsce  |
| 2002 | Mistrzostwa świata                    | Mar del Plata  | 200 m stylem zmiennym (SM12)   | 2:42,79       | 3. miejsce  |
| 2004 | Igrzyska paraolimpijskie              | Ateny          | 50 m stylem dowolnym (S12)     | 29,55         | 4. miejsce  |
| 2004 | Igrzyska paraolimpijskie              | Ateny          | 100 m stylem dowolnym (S12)    | 1:04,33       | 3. miejsce  |
| 2004 | Igrzyska paraolimpijskie              | Ateny          | 100 m stylem grzbietowym (S12) | 1:18,40       | 5. miejsce  |
| 2004 | Igrzyska paraolimpijskie              | Ateny          | 100 m stylem motylkowym (S12)  | 1:04,87       | 1. miejsce  |
| 2004 | Igrzyska paraolimpijskie              | Ateny          | 100 m stylem klasycznym (SB12) | 1:26,24       | 5. miejsce  |
| 2004 | Igrzyska paraolimpijskie              | Ateny          | 200 m stylem zmiennym (SM12)   | 2:41,15       | 4. miejsce  |
| 2006 | Mistrzostwa świata                    | Durban         | 50 m stylem dowolnym (S12)     | 28,82         | 1. miejsce  |
| 2006 | Mistrzostwa świata                    | Durban         | 100 m stylem dowolnym (S12)    | 1:00,83       | 1. miejsce  |
| 2006 | Mistrzostwa świata                    | Durban         | 100 m stylem grzbietowym (S12) | 1:13,74       | 1. miejsce  |
| 2006 | Mistrzostwa świata                    | Durban         | 100 m stylem motylkowym (S12)  | 1:03,78       | 1. miejsce  |
| 2006 | Mistrzostwa świata                    | Durban         | 100 m stylem klasycznym (SB12) | 1:25,27       | 1. miejsce  |
| 2006 | Mistrzostwa świata                    | Durban         | 200 m stylem zmiennym (SM12)   | 2:39,33       | 2. miejsce  |
| 2008 | Igrzyska paraolimpijskie              | Pekin          | 50 m stylem dowolnym (S12)     | 28,34         | 4. miejsce  |
| 2008 | Igrzyska paraolimpijskie              | Pekin          | 100 m stylem dowolnym (S12)    | 1:01,57       | 3. miejsce  |
| 2008 | Igrzyska paraolimpijskie              | Pekin          | 100 m stylem motylkowym (S12)  | 1:03,34       | 1. miejsce  |
| 2008 | Igrzyska paraolimpijskie              | Pekin          | 100 m stylem klasycznym (SB12) | 1:24,54       | 7. miejsce  |
| 2008 | Igrzyska paraolimpijskie              | Pekin          | 200 m stylem zmiennym (SM12)   | 2:32,65       | 2. miejsce  |
| 2009 | Mistrzostwa Europy                    | Reykjavík      | 50 m stylem dowolnym (S12)     | 28,62         | 3. miejsce  |
| 2009 | Mistrzostwa Europy                    | Reykjavík      | 100 m stylem dowolnym (S12)    | 1:02,51       | 3. miejsce  |
| 2009 | Mistrzostwa świata na krótkim basenie | Rio de Janeiro | 50 m stylem dowolnym (S12)     | 28,58         | 3. miejsce  |
| 2009 | Mistrzostwa świata na krótkim basenie | Rio de Janeiro | 100 m stylem motylkowym (S13)  | 1:05,10 (S12) | 1. miejsce  |
| 2009 | Mistrzostwa świata na krótkim basenie | Rio de Janeiro | 200 m stylem zmiennym (SM12)   | 2:31,52       | 2. miejsce  |
| 2010 | Mistrzostwa świata                    | Eindhoven      | 50 m stylem dowolnym (S12)     | 28,59         | 3. miejsce  |
| 2010 | Mistrzostwa świata                    | Eindhoven      | 100 m stylem dowolnym (S12)    | 1:07,99       | 8. miejsce  |
| 2010 | Mistrzostwa świata                    | Eindhoven      | 100 m stylem grzbietowym (S12) | 1:22,79       | 8. miejsce  |
| 2010 | Mistrzostwa świata                    | Eindhoven      | 100 m stylem motylkowym (S12)  | 1:07,53       | 1. miejsce  |
| 2010 | Mistrzostwa świata                    | Eindhoven      | 100 m stylem klasycznym (SB12) | 1:45,87 (el.) | 10. miejsce |
| 2010 | Mistrzostwa świata                    | Eindhoven      | 200 m stylem zmiennym (SM12)   | 2:37,81       | 2. miejsce  |
| 2011 | Mistrzostwa Europy                    | Berlin         | 50 m stylem dowolnym (S12)     | 28,36         | 3. miejsce  |
| 2011 | Mistrzostwa Europy                    | Berlin         | 100 m stylem motylkowym (S12)  | 1:06,00       | 1. miejsce  |
| 2011 | Mistrzostwa Europy                    | Berlin         | 200 m stylem zmiennym (SM12)   | 2:35,72       | 2. miejsce  |
| 2012 | Igrzyska paraolimpijskie              | Londyn         | 50 m stylem dowolnym (S12)     | 28,38         | 5. miejsce  |
| 2012 | Igrzyska paraolimpijskie              | Londyn         | 100 m stylem dowolnym (S12)    | 1:01,07       | 4. miejsce  |
| 2012 | Igrzyska paraolimpijskie              | Londyn         | 100 m stylem motylkowym (S12)  | 1:06,16       | 1. miejsce  |
| 2012 | Igrzyska paraolimpijskie              | Londyn         | 200 m stylem zmiennym (SM12)   | 2:35,38       | 4. miejsce  |
| 2013 | Mistrzostwa świata                    | Montreal       | 50 m stylem dowolnym (S12)     | 29,04         | 4. miejsce  |
| 2013 | Mistrzostwa świata                    | Montreal       | 100 m stylem dowolnym (S12)    | 1:04,54       | 5. miejsce  |
| 2013 | Mistrzostwa świata                    | Montreal       | 100 m stylem grzbietowym (S12) | 1:18,82       | 5. miejsce  |
| 2013 | Mistrzostwa świata                    | Montreal       | 100 m stylem klasycznym (SB12) | 1:31,83 (el.) | 8. miejsce  |
| 2014 | Mistrzostwa Europy                    | Eindhoven      | 50 m stylem dowolnym (S13)     | 27,91         | 2. miejsce  |
| 2014 | Mistrzostwa Europy                    | Eindhoven      | 100 m stylem dowolnym (S13)    | 1:01,83       | 2. miejsce  |
| 2014 | Mistrzostwa Europy                    | Eindhoven      | 200 m stylem zmiennym (SM13)   | 2:38,67       | 1. miejsce  |
| 2015 | Mistrzostwa świata                    | Glasgow        | 50 m stylem dowolnym (S13)     | 28,39         | 3. miejsce  |
| 2015 | Mistrzostwa świata                    | Glasgow        | 100 m stylem dowolnym (S13)    | 1:04,85 (el.) | 9. miejsce  |
| 2015 | Mistrzostwa świata                    | Glasgow        | 100 m stylem motylkowym (S13)  | 1:05,69       | 3. miejsce  |
| 2015 | Mistrzostwa świata                    | Glasgow        | 200 m stylem zmiennym (SM13)   | 2:39,88       | 8. miejsce  |
| 2016 | Mistrzostwa Europy                    | Funchal        | 50 m stylem dowolnym (S13)     | 28,62         | 4. miejsce  |
| 2016 | Mistrzostwa Europy                    | Funchal        | 100 m stylem dowolnym (S13)    | 1:02,96       | 6. miejsce  |
| 2016 | Mistrzostwa Europy                    | Funchal        | 100 m stylem motylkowym (S13)  | 1:06,44       | 4. miejsce  |
| 2016 | Igrzyska paraolimpijskie              | Rio de Janeiro | 50 m stylem dowolnym (S13)     | 28,35         | 5. miejsce  |
| 2016 | Igrzyska paraolimpijskie              | Rio de Janeiro | 100 m stylem dowolnym (S13)    | 1:03,73 (el.) | 11. miejsce |
| 2016 | Igrzyska paraolimpijskie              | Rio de Janeiro | 100 m stylem motylkowym (S13)  | 1:08,37       | 7. miejsce  |
| 2017 | Mistrzostwa świata                    | Meksyk         | 50 m stylem dowolnym (S13)     | 28,60         | 2. miejsce  |
| 2017 | Mistrzostwa świata                    | Meksyk         | 100 m stylem dowolnym (S13)    | 1:03,19       | 4. miejsce  |
| 2019 | Mistrzostwa świata                    | Londyn         | 50 m stylem dowolnym (S13)     | 28,48 (el.)   | 9. miejsce  |
| 2019 | Mistrzostwa świata                    | Londyn         | 100 m stylem dowolnym (S13)    | 1:03,22       | 8. miejsce  |
| 2021 | Mistrzostwa Europy                    | Madera         | 50 m stylem dowolnym (S13)     | 29,47         | 8. miejsce  |
| 2021 | Mistrzostwa Europy                    | Madera         | 100 m stylem dowolnym (S13)    | 1:06,09       | 8. miejsce  |
| 2021 | Mistrzostwa Europy                    | Madera         | 100 m stylem motylkowym (S13)  | 1:09,74       | 4. miejsce  |
| 2021 | Igrzyska paraolimpijskie              | Tokio          | 50 m stylem dowolnym (S13)     | 29,17 (el.)   | 18. miejsce |
| 2021 | Igrzyska paraolimpijskie              | Tokio          | 100 m stylem motylkowym (S13)  | 1:08,41 (el.) | 9. miejsce  |

## Odznaczenia i wyróżnienia
- Krzyż Oficerski Orderu Odrodzenia Polski – 2013[3][4]
- Krzyż Kawalerski Orderu Odrodzenia Polski – 2008[5]
- Lodołamacz – 2021[6]